# Piazza dei Rossi
La Piazza dei Rossi è uno slargo del centro storico di Firenze, situata in Oltrarno. Vi si accede dalla piazza di Santa Felicita, via Stracciatella o dalla costa San Giorgio. 

## Storia e descrizione
La piazza può essere confusa con un prolungamento della piazza di Santa Felicita: non vi sono lapidi viarie che ne indichino la spartizione, se non quelle alle estremità lontane, e anche nella lapide dei Signori Otto sotto l'arco che le separa si parla delle due "piazze di Santa Felicita". 
In ogni caso, la denominazione di questo slargo ricorda come in questa zona fossero le case e la torre della famiglia guelfa dei Rossi d'Oltrarno che, ben radicata in questa zona già nel Duecento, possedeva il palazzo che limitava il lato sinistro di piazza Santa Felicita e che poi segnava il tratto di via Guicciardini verso il Ponte Vecchio. Se queste proprietà (così come la torre dei Rossi Cerchi posta all'imbocco di borgo San Jacopo) furono distrutte dall'esplosione delle mine collocate dall'esercito tedesco in ritirata nell'agosto nel 1944, in questa piazza si conservò una porzione delle loro case, che ancora segnano il lato sinistro. 
Questo edificio antico, assieme all'arco sopra il quale passa il corridoio Vasariano (ugualmente noto come arco de' Rossi) che ne segna l'accesso dal lato della città, e all'avvio della costa San Giorgio che qui segue il fianco della chiesa di Santa Felicita, rendono il piccolo spazio oltremodo suggestivo anche perché, non fosse per la trattoria che qui si trova, mantiene carattere appartato e silenzioso. 

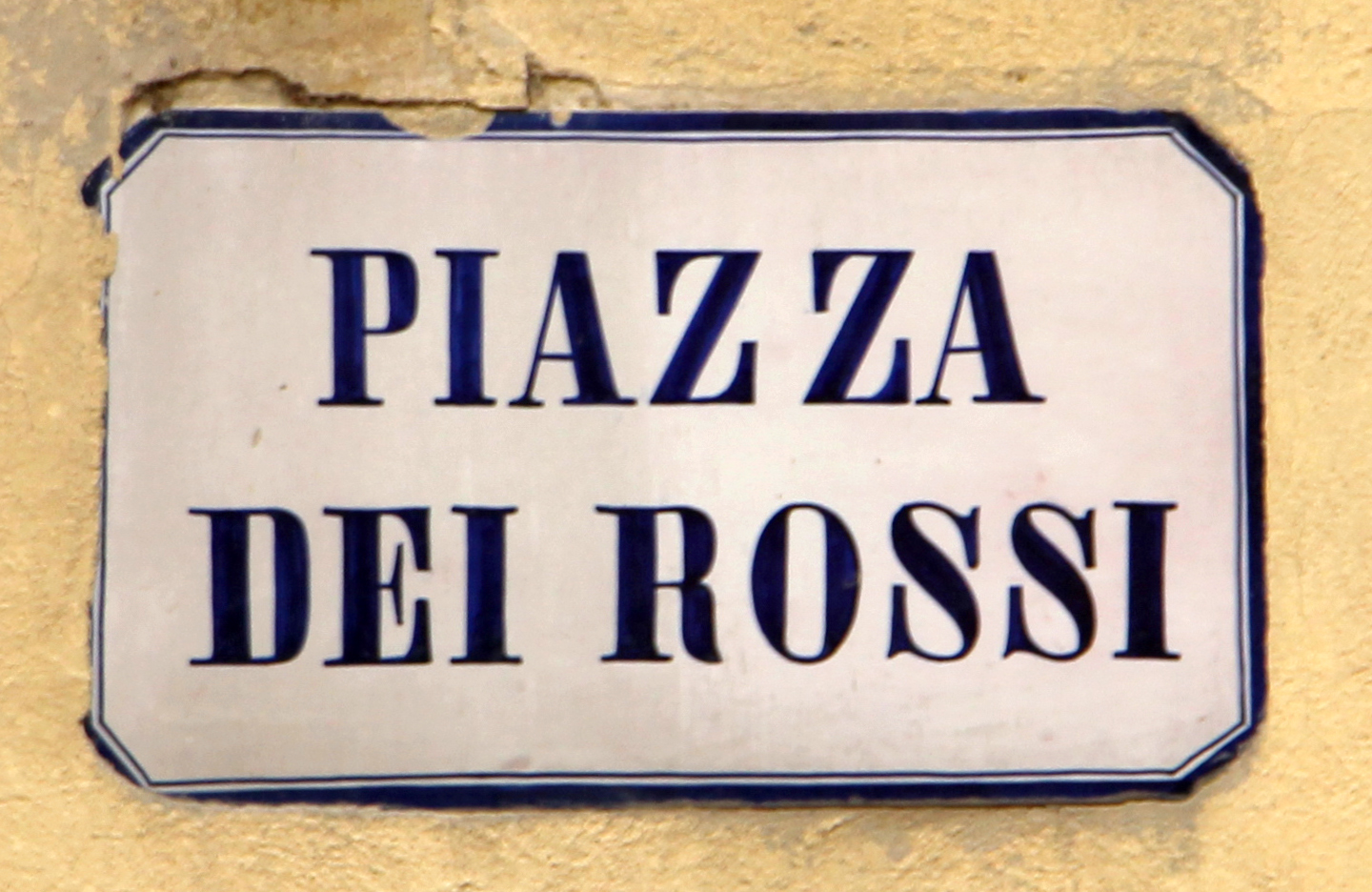
Lapide col nome della piazza

### Edifici
| Immagine | N°   | Nome                         | Descrizione |
| -------- | ---- | ---------------------------- | --- |
|          | 1    | Palazzo dei Rossi d'Oltrarno | Con la denominazione di palazzo si intendeva generalmente l'edificio all'angolo tra via de' Guicciardini e piazza Santa Felicita, a occuparne tutto il fianco sinistro guardando verso la chiesa. Questo palazzo fu distrutto nel 1944, ed ora nello stesso luogo sorge un casamento moderno a sei piani che, come per molti altri edifici della zona ricostruiti a partire dagli anni cinquanta del Novecento, evoca comunque le caratteristiche dell'antico tessuto urbano grazie sia a un'altana sia a una serie di mensole in cemento che determinano un breve sporto. Oltre l'arco si apprezza tuttavia un ulteriore ampio edificio, con il prospetto organizzato su quattro piani più sette assi, più uno drasticamente tagliato dall'innesto del corridore, dove sarebbe da riconoscere ciò che resta dell'estesa proprietà della famiglia guelfa dei Rossi d'Oltrarno. |
|          | s.n. | Arco dei Rossi               | Si tratta di antico cavalcavia del Corridoio Vasariano, che dopo aver attraversato alcune case lungo via Guicciardini, scavalca la strada ed entra nella tribuna della chiesa di Santa Felicita, dove si trova la balconata da cui i Medici potevano assistere alle funzioni religiose. Sotto l'arco si trovano una lapide dei Signori Otto (lato sud) e un tabernacolo con la Madonna col Bambino (lato nord); la presenza di un cancello sul pilastro dell'arco è da mettere in relazione all'accesso alle cantine dell'edificio attiguo, e non conduce al passaggio dei granduchi. |
|          | s.n. | Santa Felicita               | Sul lato nord della piazza corre la fiancata della chiesa di Santa Felicita, dove si apriva un portale laterale, ora tamponato. Sopra si esso si vede uno stemma Guicciardini, famiglia patrona della chiesa, e più in alto una placchetta delle Assicurazioni Milano, rara in un edificio religioso. |

### Lapidi
Sotto l'Arco dei Rossi, in alto, si legge una lapide dei Signori Otto del 1642, che vietava come consueto i giochi rumorosi nei pressi del monastero:
| LI SS · OTTO PROIBISCONO IL GIOCARE ALLA PALLA ET OGNI ALTRO GIOCO EROMORE SV LEPIAZZE DI S · FELICITA E VICINO ALLA D · CHIESA AB · 50 SOTTO PENA DISCVDI QVATTRO E ARBITRIO COME ALLIBRO DE PARTITI N° 595 ACA · 122 ADI 27 D'AGO · 1642 |

La traslitterazione in italiano corrente è: «I Signori Otto proibiscono il gioco alla palla e tutti gli altri giochi e rumori sulle piazze di Santa Felicita (cioè sia su quella anteriore, sia su quella laterale che corrisponde alla piazza dei Rossi) e vicino alla detta chiesa a braccia 50, sotto pena di una multa di due scudi e del loro arbitrio, con scritto nel libro dei Partiti n. 595 al capo 122, il giorno 27 agosto 1642».

### Tabernacoli

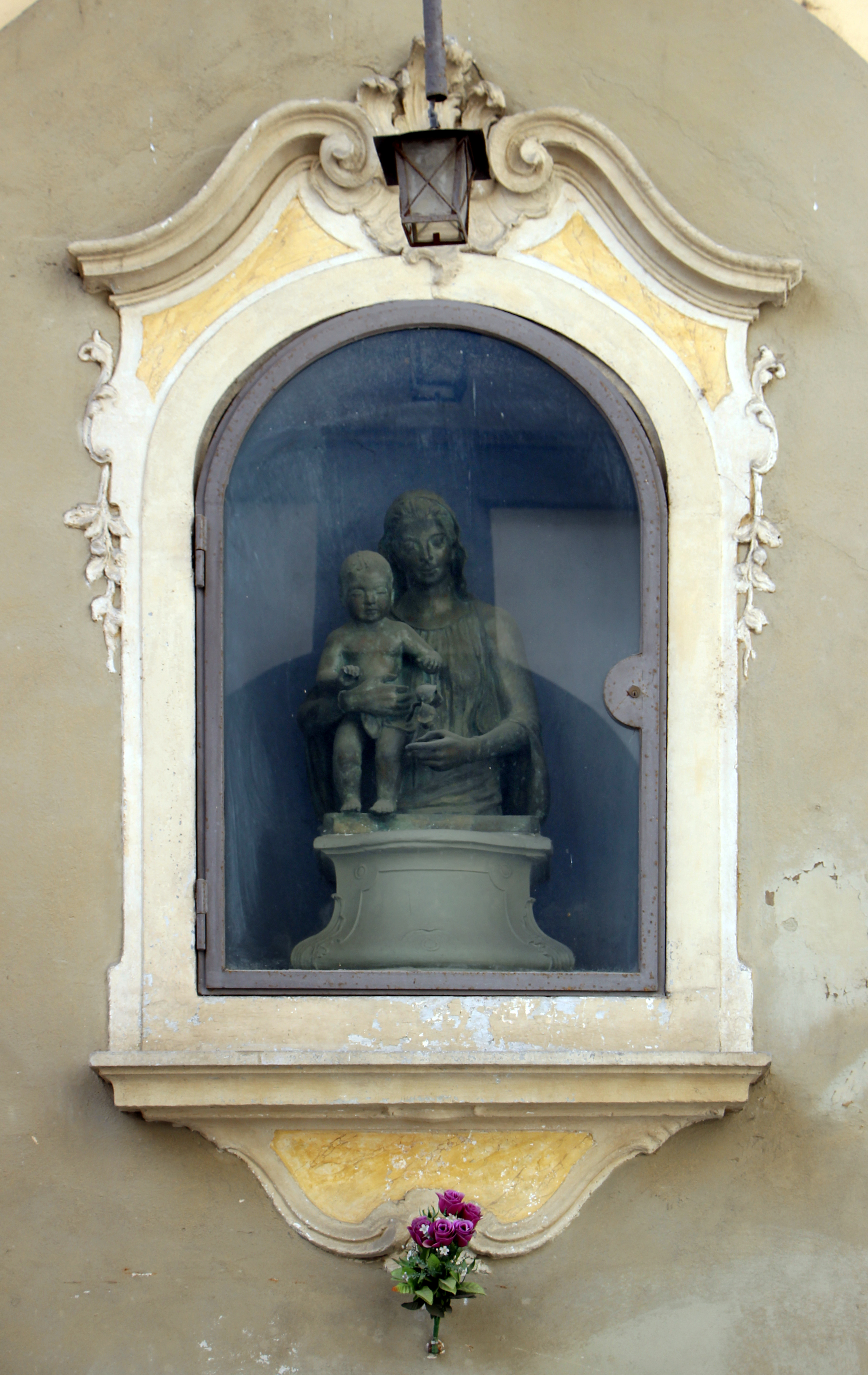
Il tabernacolo

Sotto l'arco si trova un tabernacolo settecentesco, con un busto di Madonna col Bambino.